# Centre d'éducation surveillée pour jeunes filles de Grandview
Grandview Training School for Girls
Le centre d'éducation surveillée pour jeunes filles de Grandview (en anglais : Grandview Training School for Girls - également connu sous le nom d'Ontario Training School for Girls - Galt avant 1967) est un ancien centre d'éducation surveillée (en) canadien (en anglais : training school) situé dans l'ancienne localité de Galt (en) (désormais intégrée à la ville de Cambridge) dans la municipalité régionale de Waterloo et dans la province de l'Ontario.
L'établissement est créé en 1933 et ouvre en 1934 en tant que première maison de correction et premier centre éducatif fermé géré par la province.  Il est destiné à accueillir les jeunes délinquantes âgées de 12 à 18 ans, considérées comme des adolescentes difficiles et que l'on qualifient à cette époque d'« incorrigibles ».
L'établissement ferme en 1976, année où les anciennes résidentes dénoncent des abus physiques, psychologiques ou sexuels commis par des encadrants, dénonciations qui ne seront prises au sérieux qu'au début des années 1990.

## Historique
La Loi sur les jeunes délinquants qui régit les conditions de détention lorsque Grandview était en activité date de 1908 et n'est abrogée qu'en 1984. Cette loi est par la suite complétée par la Loi provinciale sur les écoles de formation (TSA, 1931, 1939 [réf. nécessaire]). Le centre appartient ainsi à un réseau de 16 maisons de correction gérées par les provinces canadiennes à partir des années 1930. 
Le centre d'éducation comptait cinq bâtiments en briques construits sur un terrain d'une superficie de 72 acres (29,14 ha). Les bâtiments de l'institution ont été démolis en 2000.
Les pensionnaires de Grandview sont des pupilles de la province, leurs parents ayant renoncé à leur autorité parentale. L'établissement abrite en moyenne 120 mineures par an, dont une trentaine détenues dans un établissement sécurisé connu sous le nom de Churchill House[réf. souhaitée]. 
L'établissement, appelé communément école de formation à cette époque[réf. nécessaire], a été créé principalement pour réinsérer les jeunes filles issues des milieux socio-professionnels défavorisés telles que la classe ouvrière, et perçues comme plus enclines à tomber dans la criminalité lors de leur passage à l'âge adulte. Si de nombreuses détenues ont effectivement commis des délits mineurs, d'autres sont envoyées dans l'établissement parce qu'elles sont déclarées « ingérables » :  absentéisme scolaire, consommation de drogues ou d'alcool ou « inconduite sexuelle ». La durée d'incarcération n''est pas fixée par un jugement mais laissée à la libre appréciation de la direction de l'établissement  et de son équipe.

## Controverse et fermeture
Après la fermeture de l'établissement en 1976, de nombreuses anciennes résidentes dénoncent la violence physique, sexuelle et psychologique dont elles ont été victimes de la part du personnel durant leur séjour dans l'établissement. La situation n'est cependant devenu publique qu'en 1991, lorsque deux femmes traitées par le même psychologue lui racontent des abus très similaires survenues pendant leur incarcération à Grandview. Le psychologue[réf. nécessaire] présente les deux femmes l'une à l'autre et elles ont par la suite fait des apparitions à la télévision, demandant à d'autres femmes qui auraient été détenues à Grandview de contacter la police ou le gouvernement provincial. À l'été 1991, la Police provinciale de l'Ontario et le Service de police régional de Waterloo lancent une enquête conjointe sur les allégations.
En 1999, Jim Flaherty, alors député, présente ses excuses à l'Assemblée législative provinciale au nom du gouvernement de l'Ontario pour les abus qu'ont subis les jeunes filles détenues dans l'établissement. Cela a incité d'autres pensionnaires ayant subi le même sort dans des établissements similaires à exiger un dédommagement à la province de l'Ontario dans le cadre d'une action collective initiée en 2017 et regroupant plus de 21 000 personnes,.